# Санта-Мария-ди-Лота
Санта-Мария-ди-Лота (фр. Santa-Maria-di-Lota, корс. Santa Maria di Lota) — коммуна во Франции, находится в регионе Корсика. Департамент коммуны — Верхняя Корсика. Входит в состав кантона Кап-Корс. Округ коммуны — Бастия.
Код INSEE коммуны — 2B309.

## Население
Население коммуны на 2008 год составляло 1937 человек.
| 1962 | 1968 | 1975 | 1982 | 1990 | 1999 | 2008 |
| ---- | ---- | ---- | ---- | ---- | ---- | ---- |
| 538  | 987  | 1583 | 1566 | 1826 | 1791 | 1937 |

## Экономика
В 2007 году среди 1304 человек в трудоспособном возрасте (15—64 лет) 871 были экономически активными, 433 — неактивными (показатель активности — 66,8 %, в 1999 году было 65,0 %). Из 871 активных работали 767 человек (436 мужчин и 331 женщина), безработных было 104 (42 мужчины и 62 женщины). Среди 433 неактивных 110 человек были учащимися или студентами, 113 — пенсионерами, 210 были неактивными по другим причинам.

## Фотогалерея

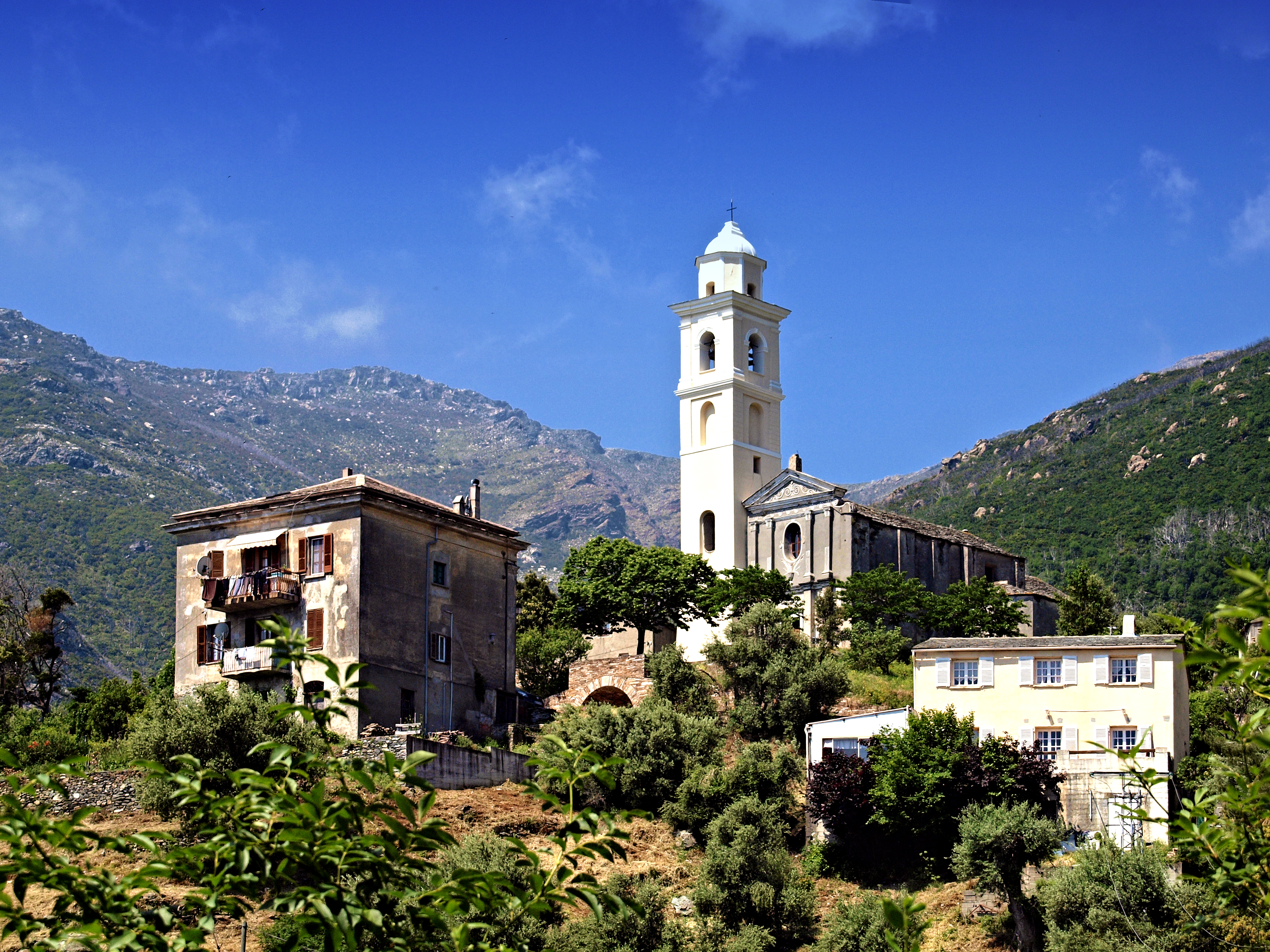
Церковь Санта-Мария Ассунта
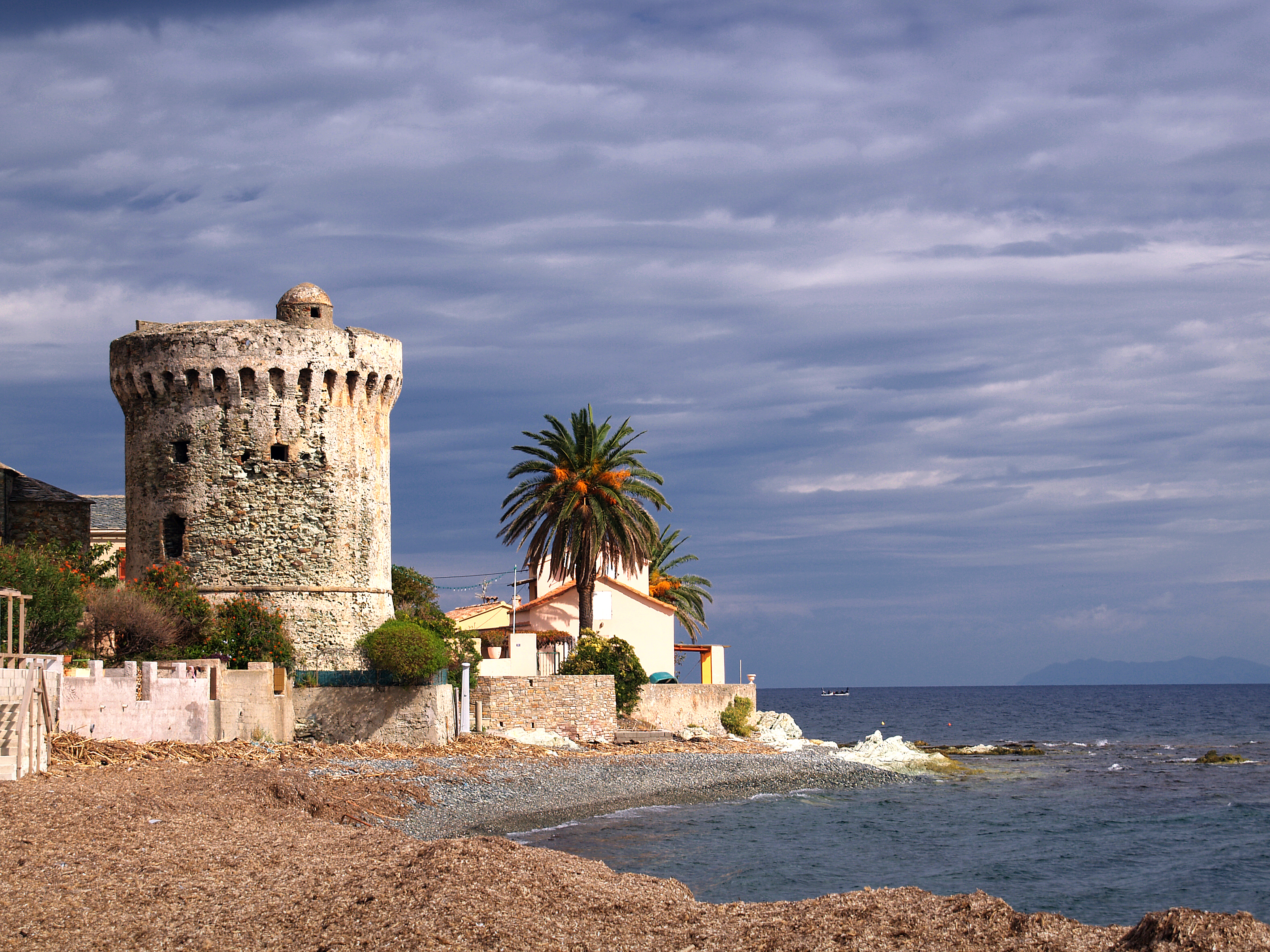
Генуэзская башня на пляже Миомо